# Bannes (Mayenne)
Bannes település Franciaországban, Mayenne megyében. Lakosainak száma 119 fő (2022. január 1.). Bannes Thorigné-en-Charnie, Viré-en-Champagne, Cossé-en-Champagne és Saulges községekkel határos.

## Népesség
A település népességének változása:
| Lakosok száma | 185  | 142  | 131  | 134  | 128  | 125  | 120  | 118  | 118  | 119  |
|               | 1968 | 1982 | 1990 | 2006 | 2013 | 2015 | 2017 | 2019 | 2020 | 2022 |